# Orthetrum brunneum
Orthetrum brunneum е вид водно конче от семейство Libellulidae. Видът не е застрашен от изчезване.

## Разпространение и местообитание
Разпространен е в Австрия, Албания, Алжир, Андора, Армения, Афганистан, Беларус, Белгия, Босна и Херцеговина, България, Германия, Гърция, Египет, Испания, Италия, Кипър, Китай, Латвия, Литва, Лихтенщайн, Люксембург, Малта, Молдова, Нидерландия, Полша, Португалия, Северна Македония, Румъния, Русия, Словакия, Словения, Сърбия, Турция, Украйна, Унгария, Франция, Хърватия, Черна гора, Чехия и Швейцария.
Среща се на надморска височина от 1,1 до 78,6 m.